# Michael Lundh
Michael Lundh, född 1958 i Linköping, är en svensk författare, föreläsare, debattör, krönikör och tidigare polis. Michael Lundh är en känd debattör i frågor som rör integration, polismakt, diskriminering med mera. Han har belönats med ett stipendium av Artister mot nazister på 50 000 kronor.   Stieg Larsson engagerade honom i Expos styrelse där han satt 2001-11 på olika positioner.